# Rue des Sept-Hommes
La rue des Sept-Hommes (en alsacien : Sievemanngass) est une voie de Strasbourg rattachée administrativement au quartier Gare - Kléber, qui va du no 3 de la rue des Francs-Bourgeois à la rue des Chandelles.

## Histoire et toponymie
Le nom actuel de la rue n'apparaît qu'en 1786 et son origine reste obscure. Selon l'une des hypothèses avancées, il ferait référence au Siebnergericht, une juridiction spéciale de sept membres chargée de traiter des affaires familiales et de mœurs. Auparavant la localisation des maisons était définie par leur proximité avec un lieu plus connu, par exemple avec le quartier des pelletiers (Under Kürsenern, 1244), ou le siège de leur corporation (Hinter der Kürschnerstub), ou encore avec des rues voisines, la rue Sainte-Barbe à l'ouest et la rue des Chandelles à l'est.

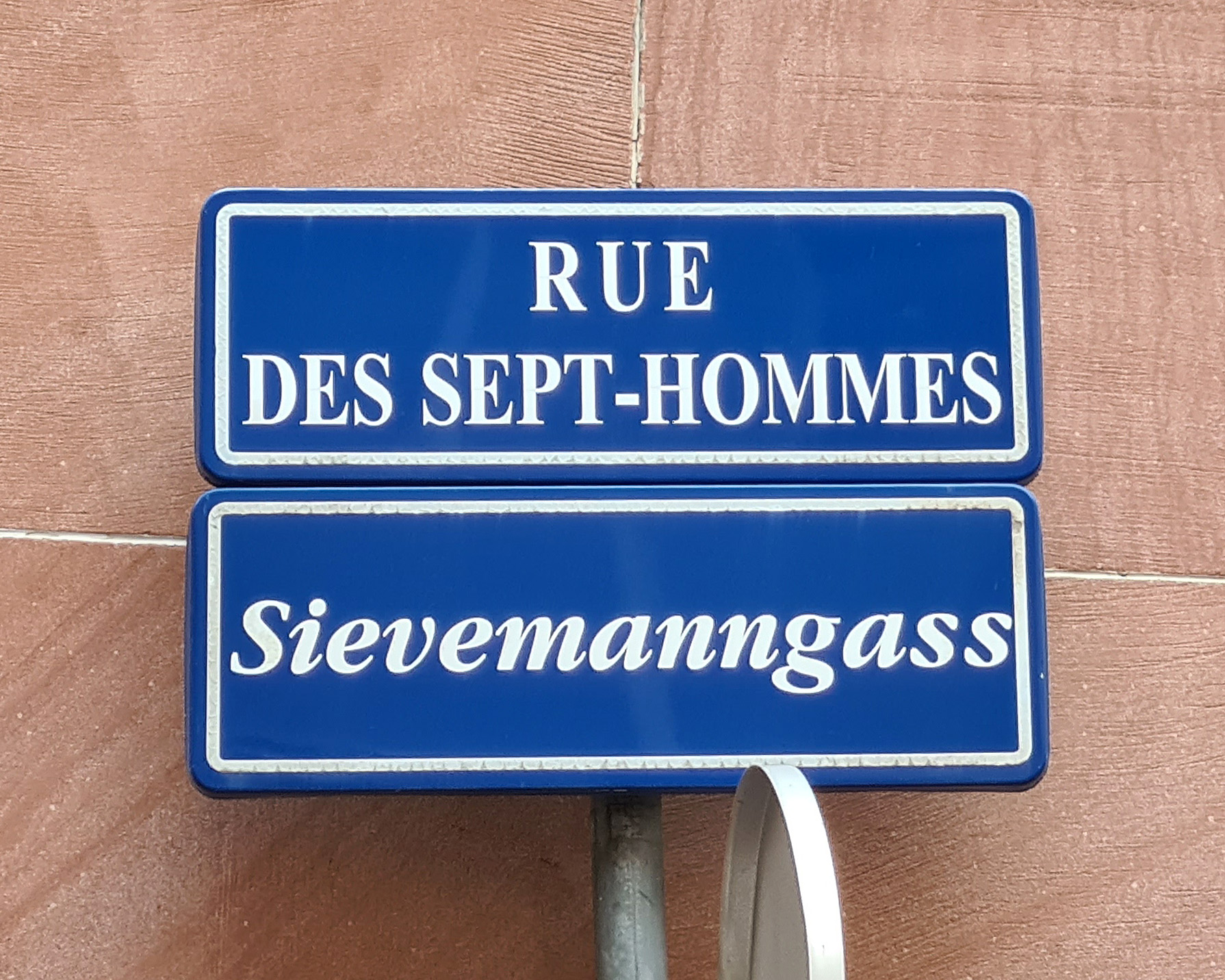
Plaque bilingue, en français et en alsacien.

Lors de la Révolution la voie est renommée « rue de l'Âge viril » (1794), puis, lors des conflits franco-allemands, sa dénomination alterne dans les deux langues, Siebenmannsgasse en 1872 et 1940, rue des Sept-Hommes en 1918 et 1945.
Vers 1912, dans le cadre de la Grande-Percée, la moitié occidentale de la rue est démolie, alors que les maisons à l'extrémité orientale de la rue sont conservées, mais celles-ci sont détruites à leur tour, de telle sorte qu'il ne subsiste plus aucune maison d'origine.
Des plaques de rues bilingues, à la fois en français et en alsacien, ont été mises en place par la municipalité à partir de 1995. C'est le cas de la Sievemanngass.

## Bâtiments remarquables
no 3 : L'entrée principale du cinéma Odyssée (ancien cinéma U.T.), construit en 1913, donne sur la rue des Francs-Bourgeois, mais la façade latérale de la rue des Sept-Hommes et la toiture correspondante font partie des éléments inscrits aux monuments historiques par l'arrêté du 4 mai 1990.